# Херман Бекер-Фрейзен
Херман Бекер-Фрейзен (на немски: Hermann Becker-Freyseng) е германски доктор и консултант за авиационната медицина на Луфтвафе по времето на нацизма. Той е признат за водещ специалист по авиационна медицина. Бекер-Фрейзен е един от обвинените в Докторския процес.

## Биография
Бекер-Фрейзен завършва университета в Берлин през 1935 г., макар че първото му забележително изследване идва 3 години по-късно, когато работи с Ханс-Георг Клеман по експерименти с въздействието на чист кислород.

### Работа с нацистите
Първоначално е нает от Хубертус Стругхолд, за да участва в нацистката експериментална програма, която е ръководил. Специфичната област на експеримента на Бекер-Фрейзен е изследване с ниско налягане, в което работи заедно с Улрих Луфт, Ото Гауер и Ерих Опиц. Департаментът по авиационна медицина е създаден през 1936 г., а Бекер-Фрейзен след това е повишен в координатор. За разлика от някои от колегите му във военните медицински изследвания, той е член на нацистката партия. Той също така притежава ранг на капитан в медицинската служба.
Различните експерименти, предприети от Бекер-Фрейзен или под негов надзор по време на работата му, водят до редица смъртни случаи. По-специално, експериментите с висока надморска височина, извършени върху затворниците в концентрационния лагер Дахау. Един от най-известните е описан в документ, публикуван от него и Конрад Шафер, озаглавен „Загадка на жаждата при извънредни ситуации в море“. За експериментите академиците лично питат Хайнрих Химлер за 40 здрави затворници, които впоследствие са принудени да пият солена вода или в някои случаи, тя е инжектирана във вените им. Половината от субектите получават лекарство, наречено беркатит, докато всички са подложени на чернодробна биопсия без анестезия. Всички субекти умират, включително и тези, на които е давано беркатит, който се оказва токсичен.

### Процес и работа със САЩ
Обвинен в съдебния процес на лекарите, той е признат за виновен по обвинения 2 и 3 (военни престъпления и престъпления срещу човечеството). Осъден на 20 години лишаване от свобода. През 1946 г. обаче името на Бекер-Фрейзен е в списъка на 20, изготвен от Хари Джордж Армстронг, които да бъдат отведени в Съединените щати, за да подпомогнат развитието на американската космическа медицина. Заедно с Курт Бломе, Зигфрид Руф и Конрад Шафер, той е отведен в САЩ и полага работа по проекти, свързани с космическата надпревара. Предвид отговорността за събирането и публикуването на изследванията, предприети от него и колегите му, излиза книга "Германска авиационна медицина: Втората световна война" веднага след като Бекер-Фрейзен започва да излежава присъдата си.
Бекер-Фрейзен е диагностициран с множествена склероза през 1960 г. и умира на следващата година.